# Liste der Bodendenkmale in Hallig Hooge
In der Liste der Bodendenkmale in Hallig Hooge sind die Bodendenkmale der Gemeinde Hallig Hooge nach dem Stand der Bodendenkmalliste des Archäologischen Landesamts Schleswig-Holstein von 2016 aufgelistet. Die Baudenkmale sind in der Liste der Kulturdenkmale in Hallig Hooge aufgeführt.
| Denkmal-ID           | Befundart           | Bezeichnung                      | Zeitstellung         | Lage | Bemerkungen                                                                                               | Bild |
| -------------------- | ------------------- | -------------------------------- | -------------------- | ---- | --- | ---- |
| aKD-ALSH-Nr. 001 202 | Siedlung            | Fething/Süßwassertränke (Warft)  | Mittelalter, Neuzeit |      | |      |
| aKD-ALSH-Nr. 001 203 | Siedlung            | Fething/Süßwassertränke (Warft)  | Mittelalter, Neuzeit |      | |      |
| aKD-ALSH-Nr. 001 204 | Siedlung            | Fething/Süßwassertränke (Warft)  | Mittelalter, Neuzeit |      | |      |
| aKD-ALSH-Nr. 001 205 | Siedlung            | Fething/Süßwassertränke (Warft)  | Mittelalter, Neuzeit |      | |      |
| aKD-ALSH-Nr. 001 206 | Siedlung            | Fething/Süßwassertränke (Warft)  | Mittelalter, Neuzeit |      | |      |
| aKD-ALSH-Nr. 001 207 | Siedlung            | Fething/Süßwassertränke (Warft)  | Mittelalter, Neuzeit |      | |      |
| aKD-ALSH-Nr. 001 208 | Siedlung            | Fething/Süßwassertränke (Warft)  | Mittelalter, Neuzeit |      | |      |
| aKD-ALSH-Nr. 001 209 | Siedlung            | Fething/Süßwassertränke (Warft)  | Mittelalter, Neuzeit |      | |      |
| aKD-ALSH-Nr. 001 210 | Siedlung            | Ringdeichtränke „Solten Fething“ | Mittelalter          |      | Tränkteich, Gesamtdurchmesser der Anlage 40 m, Teichdurchmesser 20 m, Deich 8–10 m breit und 0,6–1 m hoch |      |
| aKD-ALSH-Nr. 001 211 | Befestigung > Deich | Deich/Koog/Sietwende             | Mittelalter          |      | Kornkoog                                                                                                  |      |